# کونیارانی دوی

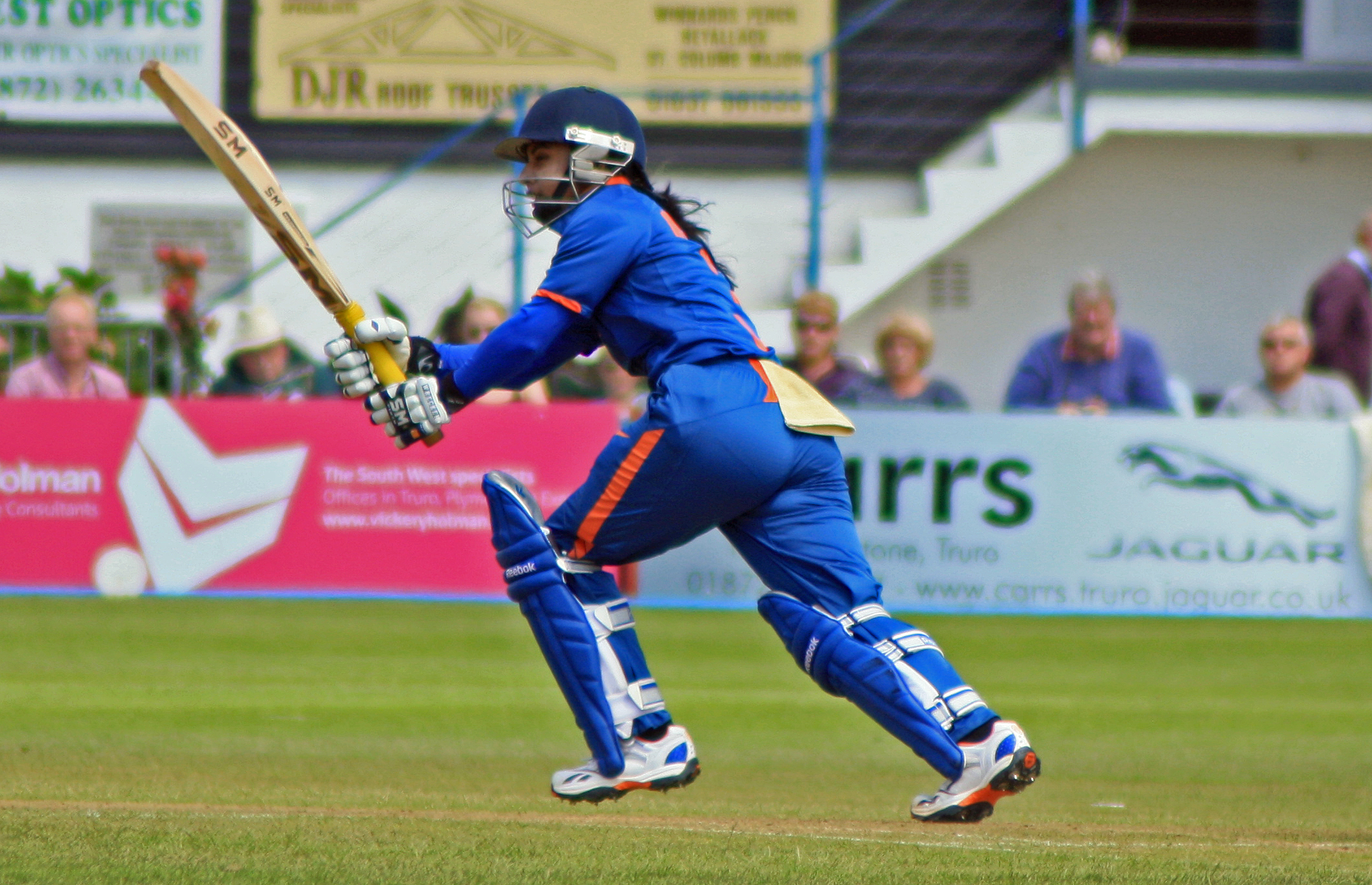
کونیارانی دوی در سال ۲۰۱۲

کونیارانی دوی (انگلیسی: Kunjarani Devi؛ زادهٔ ۱ مارس ۱۹۶۸) وزنه‌بردار اهل هند بود.
وی در مسابقات کشوری و بین‌المللی در مجموع برندهٔ ۷ مدال نقره، ۲ مدال برنز شده‌است.